# Setge de Sebastòpol (1941-1942)
El Setge de Sebastòpol va tenir lloc durant el Front Oriental de la Segona Guerra Mundial, durant la Campanya de Crimea. La campanya va ser combatuda per les Potències de l'Eix: Alemanya, Itàlia i Romania contra la Unió Soviètica per controlar Sebastòpol, un port a Crimea, al mar Negre. El 22 de juny de 1941 l'Eix va envair la Unió Soviètica en l'anomenada operació Barbarroja. Les tropes terrestres de l'Eix arribaren a la península de Crimea a la tardor de 1941, conquerint tota la península. L'únic objectiu que no va caure en mans de l'Eix va ser Sebastòpol. Es realitzaren diverses temptatives per tal de conquerir la ciutat a l'octubre i al novembre de 1941. A finals de novembre es preparà un gran atac, però el mal temps i les fortes pluges retardaren l'assalt fins al 17 de desembre. Sota el comandament d'Erich von Manstein, les tropes de l'Eix no van aconseguir conquerir la ciutat. Els soviètics respongueren llançant un desembarcament amfibi a la península de Kertx al desembre de 1941, per tal de rellevar les tropes assetjades i obligar els alemanys a defensar els seus guanys. L'operació aconseguí salvar la ciutat durant un temps, però el desembarcament va ser rebutjat al maig de 1942.
Així doncs, l'Eix optà per portar a terme un setge fins a l'estiu de 1942, quan tornaren a atacar les tropes soviètiques encerclades per terra, mar i aire. El 2 de juny de 1942, els alemanys llançaren l'operació Störfang (Pesca de l'esturió). L'Exèrcit Roig i la Flota del Mar Negre resistiren setmanes de dur bombardeig. La Luftwaffe, la Força Aèria Alemanya, tingué un paper vital en el setge, suplint la mancança d'artilleria de l'Eix mitjançant un bombardeig aeri molt efectiu en suport de les tropes de terra. Finalment, el 4 de juliol de 1942, les tropes soviètiques supervivents es rendiren i les tropes de l'Eix conqueriren el port. Ambdós bàndols van patir baixes considerables durant el setge.
Amb les tropes soviètiques neutralitzades, l'Eix va poder fixar la seva atenció en la principal campanya d'estiu d'aquell any, l'operació Blue (Blau) i l'avanç cap als camps petrolers del Caucas.

## Rerefons
La base naval soviètica de Sebastòpol era una de les millors fortificacions del món. Situada en un promontori altament erosionat de pedra calcària a la punta sud-oest de Crimea feia que les aproximacions per terra fossin extremadament difícils. El nivell dels penya-segats de la badia de Severnaia protegien l'arribada de vaixells, fent que un desembarcament amfibi fos altament perillós. Sobre aquestes defenses naturals, la Marina Soviètica havia modernitzat el port i havia instal·lat defenses d'artilleria costanera pesada que podien disparar tant cap a terra com cap a mar. L'artilleria estava protegida per torretes blindades. El port era un valuós objectiu. La seva importància com a potencial base naval i aèria permetria a l'Eix llançar atacs en profunditat tant navals com aeris contra objectius soviètics als ports del Caucas i a les muntanyes. La Força Aèria Roja havia estat usant Crimea com a base per llançar atacs sobre Romania des de la invasió de l'Eix al juny de 1941.
Des de l'inici de Barbarroja, l'ofensiva planejada a l'est no establia Crimea com un objectiu. Els planificadors alemanys assumien que la regió seria capturada en les operacions d'escombrat un cop l'Exèrcit Roig hagués estat destruït a l'oest del riu Dnièper. Però al juny, els atacs de l'aviació soviètica provinents de Crimea i dirigits contra les refineries de petroli romaneses destruïren 11.000 tones de combustible. Hitler va definir la zona com un "portaavions flotant", ordenant la conquesta d'Ucraïna i de Crimea com a objectius vitals a la Directiva 33, de data 23 de juliol de 1941.
El Oberkommando der Wehrmacht (OKW) lliurà ordres conforme Crimea havia de ser capturada tan aviat com fos possible per evitar atacs contra els camps petrolers romanesos, que alimentaven la màquina de guerra alemanya. Hitler, impacient amb l'avanç dels seus comandants al sud, el 12 d'agost repetí la seva voluntat que Crimea havia de ser immediatament conquerida. Un mes després, el 17 de setembre, durant la captura de Kíev, el Generaloberst Erich von Manstein va rebre el comandament de l'11è Exèrcit. Només amb una setmana al capdavant, llançà un atac sobre Crimea. Després de dures lluites, von Manstein derrotà diverses contraofensives soviètiques i destruí dos exèrcits soviètics. El 16 de novembre, von Manstein netejà la regió, capturant la seva capital Simferòpol l'1 de novembre. La caiguda de Kertx el 16 de novembre deixà només Sebastòpol en mans soviètiques.
Afortunadament per als soviètics, a finals d'octubre de 1941, l'Exèrcit Costaner Independent del Major General Ivan Petrov, que comptava amb 32.000 efectius, arribà a Sebastòpol per mar des d'Odessa, més a l'oest, després d'haver estat derrotat en els durs combats. Petrov es dedicà a fortificar les aproximacions terrestres a Crimea. Es preparà per aturar l'avanç de l'Eix cap al port creant tres línies defensives, l'exterior situada en un arc a només 16 km del mateix port. Les tropes soviètiques, inclòs el 51è Exèrcit i unitats de la Flota del Mar Negre van ser derrotats a Crimea a l'octubre i evacuats al desembre, deixant la força de Petrov com a principal unitat defensiva. Després de netejar Crimea entre el 26 de setembre i el 16 de novembre, el 3r Exèrcit romanès i l'11è Exèrcit alemany prepararen un atac contra el port. L'11 Exèrcit alemany era la unitat més feble de tot el front, comptant només amb set divisions. Els romanesos comptaven amb més efectius, però estaven pobrament entrenats i pitjor equipats. A més, la meteorologia es girà contra l'Eix a l'octubre i pluges torrencials demoraren l'avanç. Això donà temps al vicealmirall Filipp Oktiabrskii, comandant de la Flota del Mar Negre, a portar homes i munició des de Novorossisk. El 17 de desembre el temps s'aclarí el suficient per iniciar una operació major.

## Forces involucrades

### Eix
L'11è Exèrcit alemany, comandat per Erich von Manstein, assetjà Sebastòpol. En el moment de l'assalt final al juny de 1942, l'exèrcit estava format per 9 divisions d'infanteria en dos cossos i un cos romanès. La Luftwaffe desplegà el VIII. Fliegerkorps de la Luftflotte 4. Consistia en 9 Geschwader i 600 avions, tots ells sota el comandament del Generaloberst Wolfram Freiherr von Richthofen. En aquest contingent hi havia una poderosa concentració de bombarders mitjans, bombarders en picat i torpediners. El suport naval estava en mans del 101è Esquadrilla naval, del capità de navili Francesco Mimbelli. Consistia en quatre llanxes motores torpedineres, 5 motores explosives, sis submarins classe CB i diversos mini submarins de 35 tones i llanxes MAS. Aquesta va ser l'única força naval de l'Eix desplegada durant el setge.
L'orde de batalla de l'Eix va ser:
| - 11è Exèrcit alemany - 306è HARKO - Seccions del 672nd Batalló d'Artilleria - 833a Bateria de Morters Pesats - 688a Bateria d'Artilleria Ferroviària - 458a Bateria d'Artilleria Pesant - 459a Bateria d'Artilleria Pesant - 741r Batalló d'Artilleria - 742n Batalló d'Artilleria - 743r Batalló d'Artilleria - 744è Batalló d'Artilleria | - - LIV Korps - 22a Divisió d'Infanteria - 24a Divisió d'Infanteria - 50a Divisió d'Infanteria - 132a Divisió d'Infanteria - XXX Korps - 28a Divisió d'Infanteria Lleugera - 72a Divisió d'Infanteria - 170a Divisió d'Infanteria | - Luftwaffe - Luftflotte 4 - VIII. Fliegerkorps - Lehrgeschwader 1 - Kampfgeschwader 26 - Kampfgeschwader 51 - Kampfgeschwader 55 - Kampfgeschwader 76 - Kampfgeschwader 100 - Sturzkampfgeschwader 77 - Jagdgeschwader 77 - Jagdgeschwader 3 - Jagdgeschwader 52 | - Exèrcit Romanès - Cos de Muntanya Romanès - 1a Divisió de Muntanya - 4a Divisió de Muntanya - 18a Divisió d'Infanteria | - Regia Marina - 101a Esquadrilla Naval |

### Unió Soviètica
La defensa de Sebastòpol va ser obra principalment del personal de la Flota del Mar Negre i de l'Exèrcit Independent Costaner del general Ivan Petrov, que havia arribat allà provinent del setge d'Odessa. La Flota del Mar Negre destina 49.372 mariners per lluitar com a infanteria. La majoria no estaven entrenats pel combat terrestre i això només es va fer com a mesura d'emergència. Les brigades navals formades tenien entre 4 i 6 batallons de 4.000 homes, permetent-los assumir pèrdues significatives. Aquestes forces estaven ben armades, disposant d'una varietat de batallons d'artilleria i de morters. Gairebé un 20% de l'Exèrcit Costaner era personal naval. A les unitats de l'Exèrcit Roig, les divisions més poderoses eren la 95a, la 109a, la 172a i la 388a Divisions de Fusellers. Cadascuna d'elles tenia uns 7.000 membres, mentre que la resta d'unitats de l'Exèrcit Roig en tenien només 5.000. Malgrat aquestes xifres, les forces de Petrov no disposaven de canons antiaeris ni de tancs. La guarnició tampoc disposava de massa reserves de menjar ni de munició de morter, la qual cosa disminuïa molt la força soviètica. A més, les comunicacions entre la línia del front i el Quarter General tampoc eren bones. Així doncs, Petrov va tenir grans dificultats per respondre ràpidament als atacs de l'Eix.
| Exèrcit Roig: - Bateries Costaneres - 12 batallons - 3 bateries - Sector Defensiu I - 109a Divisió de Fusellers - 388a Divisió de Fusellers - Sector Defensiu II - 386a Divisió de Fusellers - 7a Brigada d'Infanteria Naval - Sector Defensiu III - 25a Divisió de Fusellers - 345a Divisió de Fusellers - 8a Brigada d'Infanteria Naval - 79a Brigada d'Infanteria Naval - Sector Defensiu IV - 95a Divisió de Fusellers - 172a Divisió de Fusellers | Força Aèria Roja i Aviació Naval: - 3r Grup Especial d'Aviació - 6è Regiment Naval de Caces de la Guàrdia - 9è Regiment Naval de Caces - 247è Regiment de Caces - 18è Regiment d'Atac Terrestre - 23è Regiment de Caces - 32è Regiment Naval de Caces de la Guàrdia - 116è Regiment de Reconeixement Marítim | Flota del Mar Negre: - Dos creuers pesats - Un creuer lleuger - Dos Caps de Flotilla - Sis Destructors - Nou Dragamines - Un Vaixell escorta - 24 Submarins |

## Primera ofensiva de l'Eix
La primera missió de l'11 Armee era penetrar a Crimea. Les ciutats de Perekop i Ixun protegien l'estret corredor de terra comunica Crimea amb la resta d'Ucraïna. El LIV Korps d'Erik Hansen, amb les seves divisions d'infanteria 45a i 73a, superà la línia a Perekop amb un cost de 2.641 baixes durant sis dies de lluita. Els soviètics llançaren una contraofensiva contra el flanc de l'11è Exèrcit a Melitopol. Von Manstein retirà el seu altre cos per tal de poder-lo fer servir. La batalla resultà en la destrucció de dos exèrcits soviètics. Quan l'amenaça ja havia quedat superada, la Stavka envià reforços i establí una nova línia defensiva a Ixun. Amb ordres de concentrar-se a Crimea de nou, von Manstein llançà el seu LVI Korps, aquest cop amb el suport de la 22a Divisió d'Infanteria, a l'assalt. Els soviètics disposaven de superioritat aèria local i reserves blindades. A més, superaven en nombre als alemanys. El 51è exèrcit soviètic, malgrat tot, va haver de retirar-se. En 12 dies, els alemanys havien patit 5.376 baixes, però els soviètics moltes més. A finals d'octubre, el 51è exèrcit va haver d'endinsar-se en retirada a Crimea. La situació a l'aire també havia canviat, car amb l'arribada de nous Jagdgeschwader, la Luftwaffe ara gaudia de la superioritat aèria.
El 22 i el 23 d'octubre, el Jagdgeschwader 3 (JG 3), el JG 52 i el JG 77 destruïren la força aèria soviètica a Crimea. En dos dies havien destruït 33 avions soviètics, patint només una baixa. En els sis dies entre el 18 i el 24 d'octubre, 140 avions soviètics van resultar destruïts, 124 d'ells obra dels caces de la Luftwaffe. Els Heinkel He 111 del KG 26 i del KG 51, i els Junkers Ju 87 Stukas del StG 77 podien atacar lliurement les posicions terrestres soviètiques, contribuint al col·lapse del front soviètic a Crimea el 27 d'octubre.

### Ofensiva de Sebastòpol
Amb el front col·lapsat i les tropes de l'Eix apropant-se a Sebastòpol, el vicealmirall Oktiabrski assumí el comandament del port el 4 de novembre de 1941. La ciutat tenia una població de 111.000 habitants el 1941, i la majoria van ser enviats a treballar en les 3 línies defensives al voltant del port. Només la 7a i la 8a Brigades d'Infanteria Naval estaven disponibles per combatre al port. Per tant, se'ls afegí infanteria extreta del persona dels vaixells que hi havia a port. La 8a brigada va ser enviada a vigilar l'aproximació nord-est, prop de la línia Mamatxai-Belbek. La 7a brigada (5.200 homes) van ser desplegats al centre, prop de Mekenzia. Amb només 20.000 homes, Oktiabrski havia de confiar en 12 bateries costaneres per tal d'alentir l'avanç de l'Eix. La 62a Brigada de caces contribuí amb 61 caces, que van aconseguir una superioritat aèria temporal.
El 30 d'octubre, les defenses soviètiques detectaren la punta de llança de la 132a divisió d'infanteria alemanya, bombardejant-la l'1 de novembre usant els canons costaners de 305mm de la Bateria 30. Aquest fortí seria conegut pels alemanys com el Fortí Maxim Gorky I. Von Manstein no disposava de suport aeri ni de forces cuirassades ni mecanitzades per forçar l'avanç. En canvi, ordenà al LIV Cos de Hansen que es dirigís cap a l'est, seguint la línia ferroviària Sebastòpol-Simferòpol i seguint fins a Ialta, mentre que la 72a divisió es dirigia cap a Balaklava per completar l'encerclament de la ciutat. Un cop allà, podria atacar-la des de l'est. La 132a va aconseguir fer un avanç raonable, però el 2 de novembre va ser aturada per la 8a Brigada Naval. Els alemanys van patir 428 baixes. Von Manstein ordenà aturar les operacions durant una setmana, mentre que arribaven les reserves. Oktiabrski usà la seva flota per portar 23.000 homes des del Caucas. El 9 de novembre, l'exèrcit de Petrov va arribar, portant 19.894 homes, deu tancs T-26, 152 peces d'artilleria i 200 morters. Els soviètics tenien 52.000 homes a la ciutat. Es considerà que la presència de la Luftwaffe era feble, car la major part de les seves forces estaven concentrades a la batalla de Moscou i, per tant, la Marina retingué el creuer pesat Krasni Kavkaz, els creuers lleugers Txervona Ukrania i Txervona Ukrania i 7 destructors per protegir el port.
La Luftwaffe va fer el que va poder per desbaratar les defenses soviètiques. El 31 d'octubre, el destructor Bodrii bombardejà les posicions alemanyes a la costa. Els Ju 87s del StG 77 l'atacaren, ferint 50 dels seus tripulants amb foc de metralladora. El 2 de novembre, els Junkers Ju 88s del KG 51 aconseguiren diversos impactes en el creuer Voroixílov i el posaren fora de combat durant diversos mesos. El 7 de novembre, He 111s del KG 26 enfonsaren el vaixell de línia Armenia, mentre que evacuava civils i militars de la ciutat. Només van sobreviure 8 dels 5.000 passatgers. El 12 de novembre, avions del StG 77 enfonsaren el creuer Txervona Ukraina i KG 26 danyaren els destructors Soverxenni i Bespoixtxadni. Però malgrat aquests èxits, les unitats de la Luftwaffe van ser enviades a altres sectors i altres teatres, i els soviètics aconseguiren de nou la superioritat aèria, disposant només de 59 avions (dels quals només hi havia 39 en servei).
Von Manstein volia llançar l'atac tan aviat com fos possible, però les seves línies de logística eren dolentes. Amb la voluntat d'evitar que els soviètics poguessin protegir fortament el nord del port, contenint la 95a Divisió de Fusellers, von Manstein escollí empènyer les defenses centrals i meridionals. Ordenà a la 50a divisió que investigués com era la línia soviètica a l'est del riu Txernaia. La 132a divisió resistí la prova i va poder fer-los retirar 4 km de la badia de Severnaia. Els soviètics van moure la 172a divisió de fusellers per aturar l'atac. Amb el suport de les bateries costaneres, aconseguiren aturar l'atac. La 72a divisió alemanya continuà cap a Balaklava. La 22a divisió d'infanteria alemanya s'uní a l'assalt. Amb el suport del bombardeig de 2 creuers lleugers i del cuirassat Parijskaiya Kommuna, els soviètics aturaren l'atac i Manstein aturà l'ofensiva el 21 de novembre, després de perdre 2.000 homes.

#### L'ofensiva de desembre
Von Manstein va haver de reconèixer que no podria capturar el port ràpidament, i que hauria d'organitzar una ofensiva per passos. Amb les operacions ofensives alemanyes suspeses al desembre, von Manstein es trobà que era l'únic comandant del Front Oriental amb una missió ofensiva. No estaria preparat per llançar el seu atac fins al 17 de desembre. Mentrestant, Oktiabrski usà la interrupció per embarcar 11.000 soldats de la 388a Divisió de Fusellers a Sebastòpol entre el 7 i el 13 de desembre. Els enginyers soviètics començaren a sembrar extensos camps de mines i fil ferro espinós. En el moment de l'atac de l'Eix, la força comandada per Petrov gaudia d'una relativament forta posició defensiva. Els comandants navals demanaren que Petrov mantingués la costa al flanc nord de la ciutat, sobre el riu Belbek, per tal de mantenir la Bateria Costanera 10, un complex prop de Mamastxai. La situació alemanya era una mica pitjor. El LIV Korps només disposava de 15.551 homes en 4 divisions (la 22a, la 24a, la 50a i la 132a). Uns 7.000 soldats de l'11è Exèrcit es trobaven a la llista de ferits. A més, no disposaven de gaire munició d'artilleria ni d'artilleria pesant. Per tal de disposar de tantes forces com fos possible per a la batalla, von Manstein prengué tot el que va poder del XLII Korps, deixant-lo només amb la 46a divisió d'infanteria i dues brigades romaneses per protegir tota la línia del front entre Ialta i Kertx.
L'atac s'inicià a les 06:00 del 17 de desembre. La 22a divisió alemanya atacà les posicions ocupades per la 8a Brigada Naval sobre el riu Belbek, dirigint-se cap a l'oest direcció la costa, mentre que les divisions 50a i 132a dirigien atacs fixos sobre el centre soviètic. La 22a tingué èxit en superar el flanc de la brigada naval després de 5 dies de lluita. Oktiabrski ordenà que es retiressin cap al sud, direcció Sebastòpol abandonant Mamastxai i formant una nova línia defensiva al nord de Belbek. Al sud, el XXX Korps alemany intentà trencar les línies soviètiques amb les seves divisions 72a i 170a, però fracassà en l'intent. Només s'aconseguiren guanys menors contra la 172a divisió soviètica, fins i tot comptant amb l'ajut de la 1a brigada de muntanya romanesa. Els soviètics van reforçar-se amb la 79a brigada naval i la 345a divisió de fusellers, arribades per mar, usant les llargues nits d'hivern i la seva supremacia naval. Mentrestant, el cuirassat Parijskaia Kommuna bombardejava les tropes alemanyes quan amenaçaven de fer una incursió. L'ofensiva s'aturà abruptament, quan l'Exèrcit Roig inicià un desembarcament amfini a Kertx.

### Campanya de Kertx
El 26 i el 30 de desembre de 1941 els soviètics llançaren un assalt amfibi sobre la península de Kertx per rellevar les tropes assetjades a Sebastòpol. Van tenir èxit en aconseguir desembarcar i mantenir les posicions durant 5 mesos. Però finalment, un contraatac alemany, l'operació Trappenjagd (Cacera de Piocs), destruí el cap de pont i els 3 exèrcits soviètics que havien desembarcat al maig de 1942. Això va permetre a von Manstein concentrar tots els seus recursos contra Sebastòpol per primera vegada. El front sobre Sebastòpol va créixer i va estancar-se. La Luftwaffe va mantenir la pressió sobre les comunicacions marítimes soviètiques i contra els seus subministraments, aconseguint que el vicealmirall Oktiabrski es veiés obligat a reduir el bombardeig sobre la costa.

## Segona Ofensiva de l'Eix

### Unternehmen Störfang

#### La defensa soviètica
Malgrat tot, Sebastòpol seguia sent un obstacle formidable. Els seus camps d'aviació servien de base a la Força Aèria Roja per atacar les unitats de l'Eix situades a la costa soviètica o a Romania. També servia de llar a la Flota del Mar Negre. Les seves principals fortificacions apuntaven cap al mar, mentre que les defenses terrestres encerclaven la ciutat a una distància d'entre 15 i 20 km, i la interior es trobava a només 5 km. Entre les defenses humanes hi havia un terreny esquerp, boscós i rocós. Al nord de la badia de Severnaia hi havia 11 punts morts. Se'ls donaren noms com "Stalin", "Maxim Gorki I", "Mólotov" o "Lenin". Estaven defensats pel Primer Exèrcit Costaner. A més, per tot arreu, els soviètics havien construït centenars de búnquers de fusta amb nius de metralladores i artilleria antitancs de 45mm. Per tot l'anell exterior, els búnquers concrets eren menys habituals, amb només 19 pels 37 km del perímetre. Els enginyers soviètics van sembrar milers de mines, incloent les mines antipersones PMD-6 de fusta, les mines antitancs TMD 6 i obstacles de filferro espinós.
Petrov, comandant de l'Exèrcit Independent costaner, disposava d'una poderosa artilleria de gran abast. Petrov tenia 455 peces d'artilleria i obusos. Entre aquests hi havia 34 obusos de 152mm o 40 de 122mm i 918 morters. Disposaven de munició per a dues setmanes de combats, malgrat que patien mancances de munició de morter de 82mm. Les batalles de la campanya de Crimea havien pres el seu peatge, i havia mancança de tancs i d'artilleria antiaeria. S'afegí una nova força, a les ordres del major general Pets Morgunov. La Força d'Artilleria Costanera era un cos semi-independent, que a l'inici del setge tenia una força inicial de 12 bateries i 45 canons, arribant-ne més durant 1942. En el moment de l'ofensiva alemanya al mes de juny, els soviètics disposaven de vuit obusos de 305mm, un de 188mm, 10 de 152mm, i 17 canons de 130mm, tres de 120mm, vuit de 100mm i 4 de 45mm.

#### Forces de l'Eix

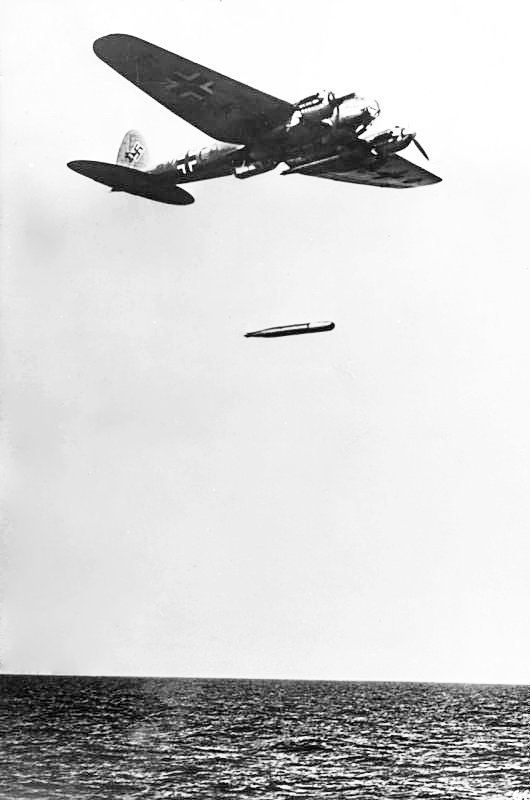
He 111H en un exercici d'entrenament de torpedes, el 10 d'octubre de 1941. El KH 26 donà alguna potència d'impacte contra la Flota del Mar Negre.

L'Eix es trobava amb una mancança d'homes i d'artilleria. Les divisions de l'11 Exèrcit estaven a entre el 35 i el 75% de la seva força. La 22a divisió d'infanteria alemanya, que era la més forta, li mancaven 1.750 homes, mentre que a la més feble, la 132a divisió, li mancaven 2.300 homes. La 170a divisió va haver de dissoldre un dels seus regiments per tal de reforçar la resta. La infanteria alemanya a Sebastòpol era fràgil, i von Manstein no es podia permetre el luxe de desaprofitar-la. La doctrina alemanya recomanava passar de llarg els punts forts, però com que això no era possible, la infanteria alemanya es va veure obligada a reduir-ne un fort darrere l'altre. Es disposaven de 65 canons d'assalt Sturmgeschütz III com a suport.
La infanteria queda reduïda a la força d'un batalló; els grups d'assalt d'infanteria tenien el suport de seccions d'enginyers i d'alguns canons d'assalt. Dos batallons d'exploradors van ser afegits a cada divisió per guiar l'atac i per assaltar les defenses fixes i fortificades. Els vuit batallons del LIV Korps disposaven d'uns 386 homes i anaven equipats amb entre 10 i 12 llançaflames, 28 ó 30 detectors de mines, 3.000 kg. d'alt explosiu, 2.200 granades de mà, i 500 granades de fum. El 300è Batalló Panzer, una unitat de tancs Goliaths a control remot, va emprar-se per obrir pas entre les fortificacions. El nombre total de peces d'artilleria era de 785 pels alemanys i 112 pels romanesos, en canons mitjans i pesats. La majoria estaven sota el comandament del LIV Cos, la força principal d'assalt. Per incrementar aquest arsenal, arribaren canons ferroviaris de 600mm i 800mm. Dos canons de 600mm (el Thor i el Odin) i un de 800mm (el Dora) eren capaços de llançar un projectil de 2,4 tones i destruir qualsevol fortificació. Però només tenien un radi d'acció de 4.000 metres, la qual cosa els feia vulnerables al foc de contrabateria. Així doncs, només hi havia disponible 122 projectils de 600mm i 48 de 800mm. La majoria d'ells van disparar-se abans de l'assalt d'infanteria.
Més útil per a la infanteria alemanya van ser els dos canons ferroviaris de 280mm. A més, disposaven de dos obusos de 420mm, dos de 355mm i quatre morters 305. Els canons de 420mm eren relíquies de la I Guerra Mundial, de poc radi d'acció i amb poca munició. També disposaven d'uns 9 morters de 283mm, però eren armes anteriors a 1914 i sis van explotar a causa del foc. També disposaven d'algunes peces d'artilleria de fabricació txeca. A nivell de divisió disposaven de 268 canons de 105mm i 80 de 160mm, incloent 126 llançacoets Nebelwerfer. Així doncs, l'artilleria de l'11è Exèrcit era un garbuix d'armes modernes, antigues i estrangeres. Per a l'ofensiva, disposaven de 183.750 projectils de 105mm i 47.300 projectils de 150, suficients per a 12 dies de foc.
Per reforçar l'exèrcit alemany, els romanesos també van ser llançats a l'atac. La 18 divisió d'infanteria romanesa estava en plenes condicions, però era inexperta i estava formada de reservistes. La 1a divisió de muntanya romanesa era considerada com una força d'elit i es demostrà útil. Disposaven de 112 canons, però virtualment no disposaven d'enginyers. La feblesa de la seva artilleria i d'armes de suport va fer que el X Cos romanès hagués de confiar en els alemanys, en lloc d'en les seves pròpies forces, per llançar-se a l'atac.
La Luftwaffe hauria de compensar les limitacions d'artilleria de l'Eix. Per tant, es reuní un poderós cos aeri. Sota el Fliegerkorps VIII, von Richthofen reuní sis Kampfgruppen (Grups de Bombarders) de sis Kampfgeschwader (Ales de Bombarders) kg. 51, kg. 76, kg. 100 i III./LG 1. El suport dels bombarders en picat del StG 77 també va ser ofert a von Richthofen, que va poder emprar 3 gruppen de Ju 87s. Els Jagdgeschwader (Ales de Caces) JG 3 i JG 77 estaven disponibles per a les operacions per assolir la superioritat aèria. El II./KG 26 també estava preparat per a les operacions antivaixells, fora de l'esforç aire-terra portat a terme pel Fliegerkorps VIII.
La Luftwaffe sola no podia donar suport a l'assalt terrestre i mantenir la pressió sobre les comunicacions navals soviètiques. Amb només el kg. 26 destinat a les operacions marítimes, el OKW ordenà a la Kriegsmarine que fes arribar llanxes torpedineres Schnellboot per ajudar a eliminar la navegació soviètica que portava subministraments i evacuava el port. El temps per desmantellar i traslladar les llanxes de 92 tones fins als ports romanesos va ser massa. En una rara demanda d'ajut, els alemanys es dirigiren cap als seus aliats italians, conscients de la seva experiència en les operacions amb llanxes torpedineres. La Regia Marina envià la 101a Esquadrilla, amb 9 llanxes torpedineres, i 9 minisubmarins, a les ordres de l'altament competent Capitano di Fregata Francesco Mimbelli. Les llanxes italianes només pesaven 24 tones i, els submarins, 35 tones, la qual cosa facilitava molt el seu transport en camió i en vaixell. L'esquadrilla va estacionar-se a Feodosiia i a Ialta, sent l'única força naval de l'Eix durant el setge.

### Batalla

#### L'ofensiva aèria
Von Manstein demanà un atac total a la Luftwaffe abans que comencessin les accions terrestres. Situades a només 70 km de Sebastòpol, les formacions aèries alemanyes gairebé no van tenir ni temps per arribar a la seva alçada operativa abans d'arribar als seus objectius. El Fliegerkorps VIII començà la seva campanya de bombardeig al nord i al sud-est de la ciutat. Al mateix temps, els bombardeigs mitjans alemanys atacaren diversos punts de la ciutat, que incloïen atacs per eliminar totes les instal·lacions antiaèries. Les instal·lacions petroleres, elèctriques, bombes d'aigua, portuàries i bases de submarins van ser atacats pels Ju 87s del StG 77. Von Richthofen observà des d'un punt d'observació molt proper al front. Les objectius van quedar molt danyats, i els incendis s'estengueren per tota la ciutat. La Luftwaffe realitzà 723 missions i llançà 525 tones de bombes d'alt component explosiu només el primer dia. Malgrat un intens foc antiaeri, només es va perdre un Ju 87.
Mentre que el gruix de la Luftwaffe estava encarregada amb la batalla terrestre, el III./KG 26 intentà trencar les comunicacions marítimes soviètiques. Van enfonsar el petroler Mikhaïl Gromov, però el cap de la flotilla Taixkent, el destructor Bezupretxnii i el transport Abkhaziia aconseguiren portar 2.785 soldats a la fortalesa. El suport continuà amb 643 sortides el 3 de juny, 585 el dia 4, i 555 el 5 de juny, amb les tripulacions alemanyes volant una mitjana de 18 missions diàries. Quan el 7 de juny s'inicià l'assalt terrestre, la Luftwaffe havia realitzat 3.069 sortides i havia llançat 2.264 tones de bombes d'alt explosiu i 23.800 incendiàries. Moltes de les bombes llançades eren SC 1000 de 1.000 kg, SC 1400 de 1.400 kg. i SC 2500 de 2.500 kg. Les bombes de calibre més pesat van ser dirigides contra búnquers concrets. Ivan Laskin, comandant de la 172a Divisió de Fusellers destinada al sector nord, recordava Formacions de 20 ó 30 bombarders ens atacaven sense preocupar-se dels seus objectius. Arribaven, onada rere onada, i literalment feien tremolar la terra al per tota la nostra zona de defensa. Entre el 3 i el 6 de juny, la Luftwaffe realitzà 2.355 operacions.
El 7 de juny von Manstein ordenà que s'iniciés l'assalt terrestre. La Luftwaffe realitzà 1.368 sortides i llançà 1.300 tones de bombes sobre les posicions soviètiques, però la infanteria soviètica s'aferrà a les seves posicions.

#### Lluita terrestre: 7 al 10 de juny

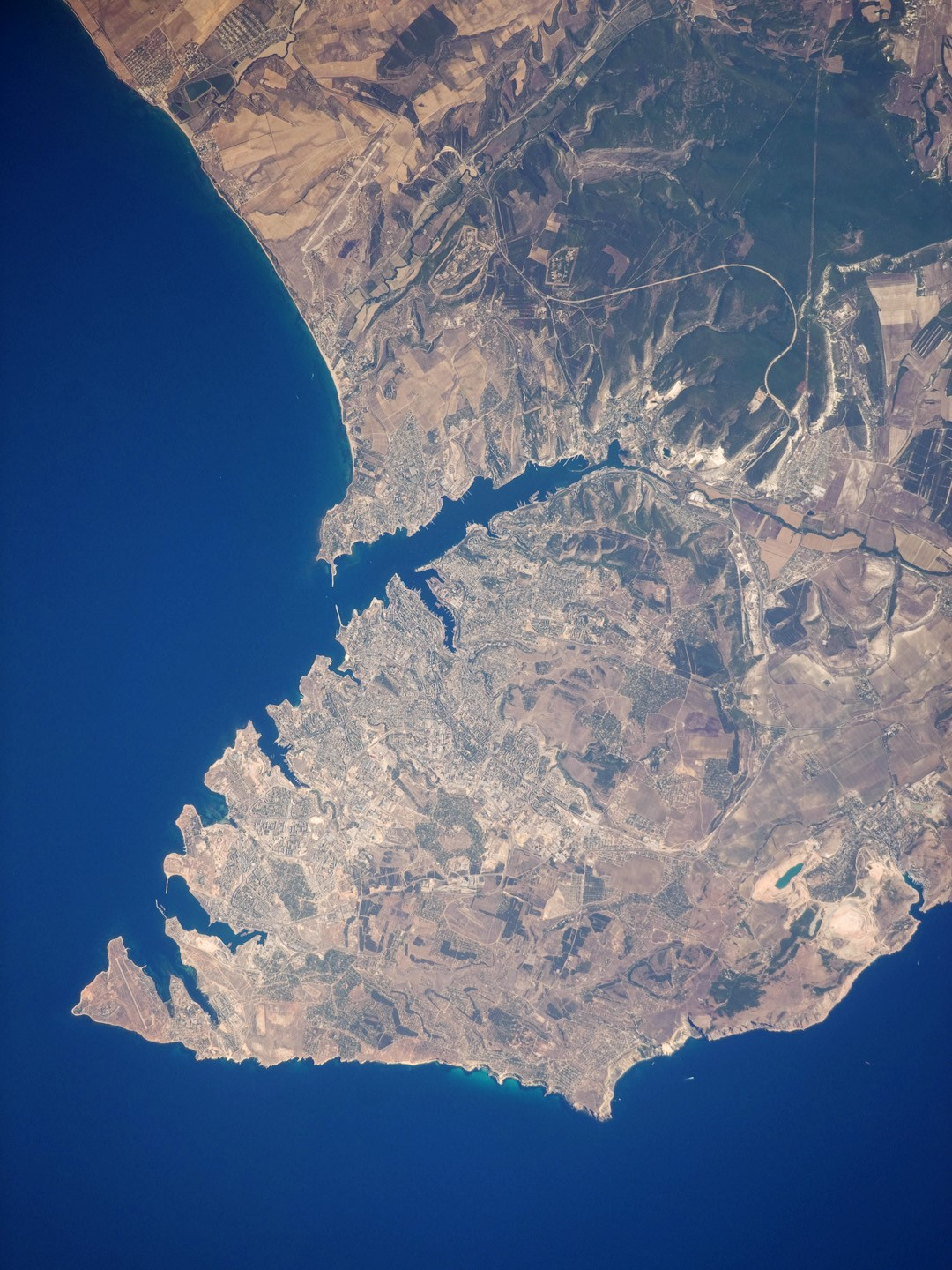
Fotografia des de satèl·lit de la zona de Sebastòpol. Advertir el terreny de bosc dens i els valls situats a l'est del port.

El LIV Korps havia de donar el cop principal. Situat a la punta nord-est de la ciutat, atacà en la línia de menor resistència, a través del riu Belbek mentre que el XXX Korps alemany i el Cos de Muntanya romanès llançaven atacs al sud i al centre de la ciutat, respectivament. Cap d'ells no iniciaren operacions majors fins al 8 de juny.
El bombardeig d'artilleria es dirigí cap als búnquers amb projectils de 105mm, els quals reberen entre 10 i 25 projectils. Els canons alemanys de 36 i 37mm també van realitzar una tasca efectiva eliminant els nius de metralladora. Els alemanys també van ser ràpids en portar els canons de 88mm per disparar directament cap a les obertures dels búnquers. Entre el 2 i el 6 de juny, l'11 Exèrcit havia gastat prop del 9% de la seva munició (42.595 projectils, o 2.449 tones de munició) en el bombardeig d'avançada. Els canons ferroviaris també dispararen contra les fortificacions principals i les línies ferroviàries, però sense gaire efectivitat (l'obús més proper aterrà a 80 metres del seu objectiu). Els magatzems de munició soviètics també estaven marcats com a objectius, però sense efecte. Les principals fortificacions, els forts Stalin, Mólotov i Maxim Gorki, que estaven en la ruta del LIV Korps, van seguir actius. No va ser fins al 6 de juny quan un projectil llançat des del "Thor" impactà sobre la segona torreta del Maxim Gorki, danyant l'arma. Aquest va ser l'únic èxit dels canons super-pesats alemanys, que no van tenir un impacte commensurat a la seva despesa. La Luftwaffe va tenir un impacte molt major, usant els seus Ju 87s per destruir els sistemes de comunicacions del port.
Al matí del 7 de juny, la infanteria alemanya començà cautelosament l'avanç. El XXX Korps atacà les posicions meridionals defensades per la 7a Brigada Naval i la 388a Divisió de Fusellers. La infanteria alemanya avança darrere del suport aeri i artiller, tot i que semblava temerosa de rebre foc amic i no avançava prop a prop. El bombardeig també fallà en assolir algun efecte. Els soviètics van mantenir l'alto el foc fins que els alemanys estaven a tir, i aquests van fer progressos limitats. Von Richthofen estava molt enfadat pels temors de la infanteria, i va dir que el dia havia estat una gran decepció. Els dies següents no van ser molt millors, malgrat que la Luftwaffe va fer 1.200 sortides. El nivell de les operacions va deixar esgotats homes i màquines. Sovint les tripulacions ni tan sols podien sortir dels seus avions i havien de fer 3 ó 4 sortides sense descans.
El LIV Korps començà el seu assalt al nord dels sectors defensius soviètics III i IV. El "Dora" continuava disparant contra els magatzems de munició, encara que sense efecte. Malgrat això, la 132a divisió d'infanteria aconseguí travessar el riu. El "Odin" i el "Thor" es concentraren sobre les bateries de la costa i la fortalesa Maksim Gorky. Mentrestant, la 22a divisió d'infanteria alemanya atacà encara més a l'est. Uns 200 reforços soviètics de la 79 Brigada d'Infanteria Naval que protegien el sector van morir durant el bombardeig, però malgrat això, els soviètics aconseguiren mantenir les posicions principals. La brigada va haver d'emprar la majoria de les seves forces de reserva mentre que una única companyia havia de cobrir el turó del front del riu Belbek. Els grups d'assalt alemanys aconseguiren superar la primera i la línia de reserva a les 08:15; però van haver de fer front a una zona densament minada que els alentí i permeté als soviètics recuperar part del terreny perdut. La 50 i la 24 divisions d'infanteria llançaren operacions d'ajut, però fracassaren, amb un cost de 12 canons d'assalt StuG. Les unitats de demolició a control remot no van ser efectives car el terreny era impracticable. A les 17:15 s'assegurà la ciutat de Belbek. La 22a divisió d'infanteria alemanya va aconseguir realitzar un avanç considerable superant la 25a divisió de fusellers soviètics. La 50a divisió d'infanteria alemanya protegia el flanc esquerre de la 22a divisió. Ara, els alemanys havien de fer front al Pas Haccius, protegit pel fort Maxim Gorki, el qual estava protegit per diversos forts més a l'est.

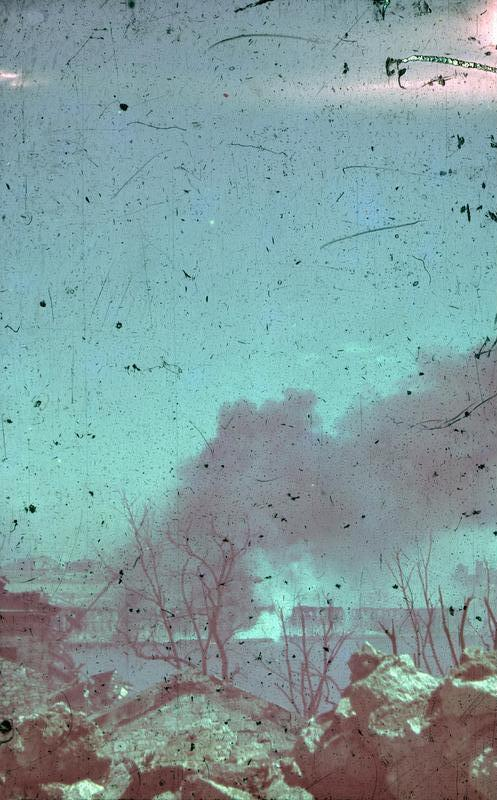
Posició soviètica en flames.

Ara, la 132a va haver de conduir un moviment en pinça convergent sobre el Maxim Gorki conjuntament amb la 22a i la 50 divisions d'infanteria, per tal d'atrapar-la contra la costa. La 132a divisió es llançà contra les posicions de la 95a divisió de fusellers al nord del fort, mentre que les altres dues atacaven en un moviment de flanc. Mentre que els alemanys progressaven apropant-se a l'estació de ferrocarril, just al sud-est del Maxim Gorki, van ser aturats per un sobtat contraatac de la 172a divisió de fusellers. Les divisions 22a i 50a van patir un dur bombardeig dels morters de la 25a divisió fent-los retrocedir fins al Pas Haccius, patint grans baixes. A les 18:00, l'atac alemany es cancel·là.
Les pèrdues del LIV Korps el 7 de juny sumaven 2.357 homes en 4 divisions, incloent 340 morts. També s'havien emprat 3.939 tones de munició. La 132a divisió havia exhaurit gairebé tota la seva munició bàsica a migdia. Per l'altre costat, la formidable línia defensiva soviètica a l'est i al sud de Belbek havia estat superada i els alemanys havien aconseguit avançar fins a dos kilòmetres enmig les denses defenses soviètiques. Les baixes soviètiques també van ser molt elevades, amb unes estimacions que sumen que fins a 3 batallons havien quedat destruïts.
Von Manstein reconegué la seriositat de la situació el 8 de juny. Estava amoïnat pel fet que la 132a divisió, en combat contra la 79a Brigada Naval i les Divisions de Fusellers 95a i 172a al nord de la ciutat al front del riu Belbek, estava al límit de la seva capacitat. De nou, l'exèrcit demanà ajut a la Luftwaffe. Von Richthofen respongué ordenant atacs contra les línies de subministrament soviètiques. Aquell mateix dia els bombarders alemanys, incloent el kg 100, iniciaren atacs contra la navegació soviètica, enfonsant el destructor Soverxennii i el vaixell de rescat Gyuys, i el 10 de juny enfonsaren el transport de 4.727 tones Abkhaziia i el destructor Svobodnyy.
Entre el 8 i el 12 de juny es portà a terme una batalla de desgast. Diversos contraatacs soviètics van ser rebutjats amb grans pèrdues. El LIV Korps alemany estengué el sortint entre el III i el IV sector 3 km, aconseguint trencar les línies soviètiques abans Petrov les reforcés. La 132a Divisió netejà el Pas Haccius mentre que la 22a Divisió d'Infanteria eliminava la major part de la 79a Brigada d'Infanteria Naval. Els soviètics intentaren contraatacar el 10 de juny, però no ho aconseguiren. Les formacions soviètiques quedaren definitivament destruïdes, amb l'ajut de la Luftwaffe que usa bombes anti-persona contra la infanteria soviètica quan aquesta es trobava en camp obert. Només un batalló (el 1r batalló del 241r Regiment) estava en condicions de bloquejar als alemanys abans que aquests encerclessin el fort Maxim Gorki. Malgrat això, el LIV Korps havia perdut 1.700 homes el 8 de juny, però les línies soviètiques s'havien reduït a un perímetre de 5 km de llarg i 3 de fondària.
Al sud, el XXX no va aconseguir fer cap progrés en quatre dies d'atacs. Van patir 496 baixes de mans de la 109 divisió de fusellers. La 28a divisió lleugera i la 72a d'infanteria aconseguiren perforar les línies soviètiques davant les divisions de fusellers 109 i 388. Les defenses exteriors van ser trencades en alguns punts, però el 12 de juny la majoria seguien encara en mans soviètiques. El cinturó principal del Pas Sapun estava intacte. Les baixes soviètiques sumaven 2.500 homes, incloent 700 capturats. El 13 de juny, el XXX Korps havia perdut 2.659 homes, incloent 394 morts.

#### Operacions terrestres i aèries: 11 a 15 de juny

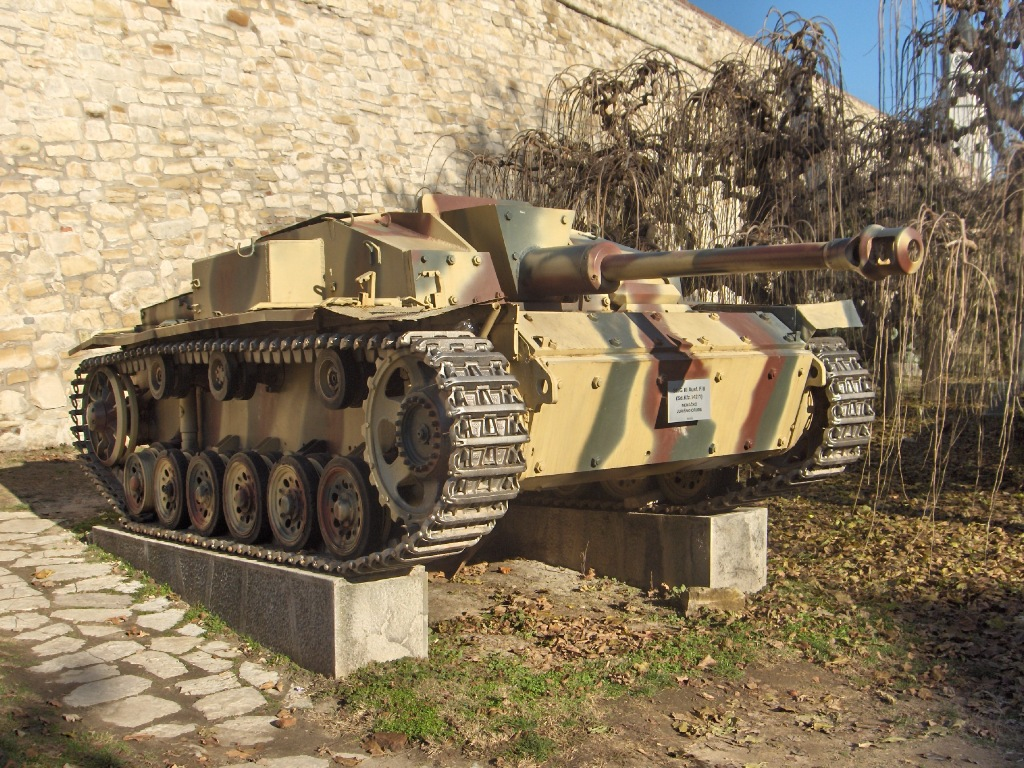
Un StuGIII. Aquests vehicles ajudaren a destruir el Fort Stalin

Mentre que els alemanys feien escassos progressos cap a l'estació ferroviària principal, Petrov retirà la malmesa 172 divisió de fusellers substituint-la per la 345a. La 95a divisió soviètica aturà l'avanç de la 132a divisió alemanya al nord. Tot i que relativament va ser un dia tranquil, el 10 de juny tingué lloc l'eliminació de la 79a brigada naval i el LIV Cos perdé 2.772 homes. Els contraatacs de la 345a divisió soviètica dirigits a trencar el nexe entre les divisions 132a i 50a van ser rebutjats per la Luftwaffe. L'11 i el 12 de juny, el LIV Korps perdé 1.957 homes més. Però els soviètics ja havien emprat totes les seves reserves. Un nou atac podria col·lapsar el sector nord, però en aquells moments, l'esgotada infanteria alemanya estava mancada de reforços i munició.
En canvi, la Flota del Mar Negre portava contínuament reforços malgrat els atacs de la Luftwaffe. El 12 de juny, el creuer Molotov i el destructor Bditel'nyy portaren 2.314 soldats, 190 tones de munició i 28 peces d'artilleria. La Luftwaffe tornà a dirigir-se contra els combois de subministraments. El 13 de juny enfonsà el transport Gruziia, la llanxa patrullera TStx-27, la motora SP-40, 5 barcasses i una grua flotant. El 15 de juny, 3.500 soldats més, 442 tones de munició, 30 tones de combustible i 12 tones de provisions van arribar als assetjats. Amb aquests reforços, l'exèrcit alemany necessitava més que mai l'ajut de la Luftwaffe.
La Luftwaffe havia realitzat 1.044 sortides l'11 de juny, llançant 954 tones de bombes. L'alt consum de munició estava portant la logística de von Richtofen al límit de la pressió i aviat no podria llançar tants atacs de bombardeig. L'11 de juny va suposar que li quedava munició per a menys de dos dies. Això requeria un canvi de tàctica: en lloc d'un bombardeig en catifa, s'atacarien simultàniament pocs objectius, i els avions els atacarien en línies llargues i estretes. Es dissenyà així per tal de mantenir una pressió acurada sense malgastar munició. El 17 de juny, la mancança de combustible d'aviació comportà que la Luftwaffe només va poder llançar 800 tones de bombes en comptes de les 1.000 planejades. Al vespre, von Richtofen va ser traslladat per preparar el Quarter General del Cos prop de Kursk per tal de donar suport a l'operació Blue. Formalment seguiria sent el comandant, almenys de la Luftflotte 4, però el Generalmajor Wolfgang von Wild passà a comandar les operacions aèries sobre Sebastòpol.
L'objectiu principal de la 22a divisió d'infanteria pel 13 de juny era el fort Stalin, que bloquejava l'avanç cap a la badia de Severnaia. Era una posició difícil. Els búnquers permetien als soviètics moure l'artilleria i les metralladores que protegien el fort dels atacs provinents del sud i de l'est, però era vulnerable a un atac des del nord. A més, només estava defensat per 200 homes de la 345a divisió de fusellers. La 22a alemanya assaltà el fort a les 03:00 el 13 de juny, llançant només 813 homes a l'atac. El 3r batalló havia de suprimir les posicions de metralladores i de morter situades al sud-est; mentre que el 1r batalló, amb el suport de cinc canons d'assalt Stug, dos canons de 37mm i una companyia d'enginyers hauria de fer l'assalt principal. Uns 200 i 110 homes respectivament van ser emprats en cada unitat.
El bombardeig s'inicià el 12 de juny. El foc d'artilleria del Dora havia fracassat en neutralitzar el fort. No obstant això, un atac d'armes combinades llançat per 11 morters de 420mm i Ju 87s del StG 77 deixà fora de combat l'armament principal del fort (3 dels 4 canons de 76,2mm). A les 19:00, l'artilleria de la 22a divisió començà a bombardejar el port i la seva fortalesa menor de suport, la Volga, situada al darrere del Stalin, amb armament de 210, 280 i 305mm. A les 03:00, s'inicià l'atac de la infanteria alemanya. A més, va intervenir la boira de guerra. Els equips de morters soviètics no van ser sorpresos, i s'inicià un combat sagnant que s'estendria fins a les 05:30. Els alemanys, amb el suport de cinc canons d'assalt i alguns de 37mm, eliminaren el fort búnquer a búnquer. Durant el combat ferotge diversos comandants de companyia van resultar morts.
Mentre que els alemanys assetjaven aquest fort vital, el fort veí Volga s'adonà de la situació i bombardejà la posició. Un contraatac llançat per una companyia va ser rebutjat amb armes petites. Els alemanys donaren per segura la posició a les 07:00, encara que alguns búnquers resistirien fins a les 15:00. Les baixes alemanyes ascendiren a 32 morts, 126 ferits i dos desapareguts, la meitat dels homes. Les baixes soviètiques van ser de 20 capturats i la resta morts. Amb només 91 homes prop del fort, Petrov no ordenà una temptativa de reconquesta. Va ser un greu error.
La pèrdua del fort Stalin significava que les defenses soviètiques del nord estaven al llindar del col·lapse. Hansen ordenà al LIV Korps que dirigís la seva atenció cap al fort Maxim Gorki i a l'eliminació de la 95a divisió de fusellers que el defensava. La 195a havia estat atacada per la 132a divisió alemanya des de l'inici de l'ofensiva. Van ser reforçats per un regiment de la 46a divisió d'infanteria prop de Kerch. Les divisions 24a i 50 alemanyes i la 4a de muntanya romanesa van mantenir la pressió al sector central mentre que avançaven cap a Mekensia i la vall de Gatani i el riu Txernaia obrint la badia de Severnaia. Durant tres dies (del 14 al 16 de juny), la batalla continuà mentre que l'Eix avançava cap a Sebastòpol. El 15 de juny, la 132a divisió estava a només 900 metres del bastió exterior del Maxim Gorki (el Bastió I). La 25a divisió de fusellers que el defensava encara era potent, però el flanc nord estava reculant. A la 79a Brigada Naval només li restava el 35% de la seva força. Bloquejant el camí cap al Maxim Gorki hi havia només 1.000 homes de la 95a divisió de fusellers i la 7a Brigada Naval.

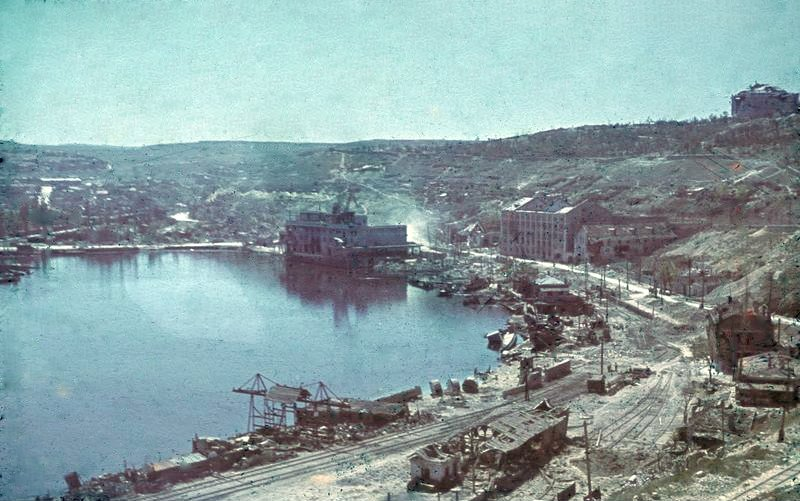
El port després de la batalla, juliol de 1942.

Al sud, les divisions de fusellers 109a i 388a van haver de retirar-se per la costa davant les divisions alemanyes 72a i 170a, mentre que el 18è Cos de Muntanya romanès protegia el seu flanc expulsant la 386a divisió de fusellers que amenaçava el flanc dret del XXX Korps. Els combats continuaren fins al 20 de juny. En sis dies, el XXX Korps havia perdut 2.646 homes, però a canvi havia penetrat a les defenses exteriors de la 388a divisió de fusellers, destruint-la. Malgrat tot això, l'avanç alemany a Balaklava havia estat aturat. Els alemanys encara no havien arribat a les defenses exteriors i el pas Sapun, a l'est de la ciutat, encara es trobava en mans soviètiques. Malgrat això, cap al 15 de juny, s'havien capturat uns 1.000 soldats soviètics i uns 1.500 projectils de morter, indicant que els soviètics encara disposaven de molta munició després de dues setmanes de lluita.
La Luftwaffe havia tingut un paper significatiu en l'èxit de les operacions alemanyes. Entre el 13 i el 17 de juny havia realitzat 3.899 sortides i llançat 3.086 tones de bombes, malgrat l'escassetat de combustible. Aquesta mitjana de 780 sortides per dia van patir una lleugera caiguda després d'11 dies de combats. Es realitzaren atacs massius sobre la mateixa ciutat de Sebastòpol. Els atacs anaven dirigits contra els hangars, les instal·lacions portuàries, les bateries d'artilleria i antiaèries, els magatzems de subministraments, atacant-se amb bombes d'alt contingut explosiu. Gran part de la ciutat estava en flames, i el fum ascendí fins a 1.500, fent-se visible des de Feodosiia, a 150 km.

#### Els combats terrestres: 16 a 28 de juny
Mentre que els alemanys se situaven per atacar la 95a divisió de fusellers, 27 Ju 87s del II./Stg 77 atacaren la bateria principal del Maxim Gorki. Els alemanys creien que l'atac l'havia destruït quan aquest deixà de disparar la seva artilleria. Els soviètics afirmaren que el fort resistí el bombardeig, però que anaven curts de munició. Així doncs, el bombardeig d'artilleria començà el 16 de juny. El matí de l'atac, amb la 132a divisió reforçada, col·lapsà la línia del front. La guarnició soviètica l'abandonà mitjançant túnels subterranis, capitulant el 20 de juny.
Les divisions alemanyes 22a i 24a avançaren des del nord-est. Van usar vehicles de demolició a control remot Gotha amb èxit contra els búnquers de fusta. Un explotà prematurament i dos més van fer-ho en un camp minat. Dos Panzer III van ser destruïts pel foc antitancs soviètic. A les 19:30, els forts Maxim Gorki, Molotov, Ixtxisxkova, Volga i Sibèria havien estat superats. La 24a divisió d'infanteria usà extensivament els seus llançacoets Nebelwerfer. Les divisions de fusellers 95a i 172a havien estat destruïdes, així com la majoria de les defenses fortificades. Només quedava la 25a divisió de fusellers a la línia del front. Petrov llançà la 183a brigada naval, amb 2.600 homes més, que havia desembarcat entre el 12 i el 13 de juny, evitant que els alemanys arribessin a la badia de Severnaia aquell dia.
La Luftwaffe també va estar enfeinada atacant les forces navals soviètiques. El 18 de juny danyà seriosament el creuer Khàrkiv. Els atacs del KG 51 durant el 19 de juny destruïren la plataforma antiaèria a la badia de Severnaia, permetent així les operacions aèries sense oposició. La manca de cobertura antiaèria va fer que el dragamines Komintern pogués entrar al port amb reforços. La manca de subministraments va fer que el 20 de juny arribessin a un nivell crític de munició com de combustible. La Luftwaffe, pel seu costat, també patia escassetat. L'arribada diària de subministraments va veure's reduïda un 40%. A causa de la mancança de bombes, s'ordenà que aquestes havien de llançar-se individualment per minimitzar les pèrdues. Algunes tripulacions experimentades de bombarders en picat van haver d'atacar entre 25 i 30 vegades en un dia. Els Ju 88 del KG 51 van patir especialment la pressió.
La pressió va mantenir-se, i entre el 18 i el 23 de juny, tota la línia defensiva soviètica al nord es col·lapsà. Les restes de la 95a divisió de fusellers soviètica ocupaven una porció de la costa de 2 km² rere la Bateria Costanera 12, al nord de la badia. A les 09:00, la bateria i el que quedava de la divisió es rendí a la 132a divisió d'infanteria. Al sud, la 24a divisió d'infanteria alemanya conqueria Bartenievka, a la punta de la badia. La 22a d'infanteria havia arribat al nord de la badia el mateix dia. La 138a brigada naval soviètica llançà un contraatac, però va ser destruïda al no comptar ni amb artilleria ni amb suport aeri. El 20 de juny, la 24a divisió d'infanteria superà l'obstacle principal que quedava al costat nord de la badia. La posició antiaèria Lenin protegia el front nord, una posició que tenia una trinxera antitancs de cinc metres, 1.000 mines, 32 búnquers, 7 cúpules blindades i 70 búnquers de terra i fusta, sent una formidable posició defensiva. Les defenses de la Lenin es rendiren, havent perdut tres dels seus quatre canons de 76mm. Els alemanys intentaren usar les mines per control remot per superar el front nord, però van ser rebutjats. A les 11:30 del 21 de juny, el Fort va caure després d'un nou assalt d'infanteria. Es capturaren uns 182 presoners soviètics. Els alemanys començaren les operacions de neteja de la riba nord. La major part de les unitats soviètiques estaven esgotades i sense munició, rendint-se ràpidament. D'altres intentaren fer una darrera resistència. Alguns intentaren ser evacuats per la riba sud en barques, però van ser destruïts per l'artilleria alemanya.
Mentre que les accions principals estaven al nord, el XXX Korps alternà entre l'atac i la defensa. Els soviètics mantenien el pas Sapun i podien veure els moviments alemanys. Ocasionalment podien llançar foc d'artilleria de manera efectiva. Entre el 21 i el 28 de juny, els alemanys van perdre 10 peces d'artilleria, incloent cinc 18 obusos mitjans de 150mm. Al centre, els romanesos van prendre el relleu: la 18a divisió d'infanteria, juntament amb la 1a i la 4a de muntanya, amb el suport de 100 canons, avançaren gradualment cap al riu Txernaia fins a la badia de Severnaia. Amb el suport del LIV Korps a l'esquerra, l'Eix conquerí totes les línies defensives soviètiques a l'est del riu Txernaia.
La Luftwaffe havia contribuït amb 4.700 sortides en 7 dies fins al 26 de juny. Van llançar 3.984 tones de bombes. El nivell de sortides diàries havia disminuït un 15% des de la setmana anterior i un 10% des de l'altra setmana. La cada cop major disponibilitat operativa (passa d'un 49,8 a un 64,5%) compensà les mancances de bombes i de combustible. Von Wild, malgrat la retirada d'alguns Geschwader per a l'operació Blue, va tenir èxit en aconseguir els molt necessaris reforços per portar els nivells d'atac a un punt com no s'havia vist des de l'inici de l'ofensiva. La Luftwaffe continuà amb el bombardeig intens. El 226 de juny, els seus atacs en suport del XXX Korps destruïren les defenses soviètiques del Pas Sapun. Era la darrera línia de defensa entre l'Eix i Sebastòpol.

#### La caiguda de Sebastòpol
El 29 de juny les tropes alemanyes van penetrar a la ciutat, i el 30 de juny atacaren Malakhov Kurgan. La nit del 30 de juny les tropes soviètiques van retirar-se d'allà. L'1 de juliol les tropes de l'Eix van bloquejar la costa, i l'artilleria alemanya ja tenia la ciutat al seu abast i començà la seva ocupació. Davant la pèrdua efectiva de la ciutat, Stalin autoritzà que els màxims comandants, els oficials administratius i del Partit fossin evacuats en submarí. Petrov i Oktiabrskii van ser evacuats en el darrer moment. Amb la conquesta de la península de Kertx, la campanya de Crimea finalitzà el 4 de juliol de 1942.

## Després de la batalla

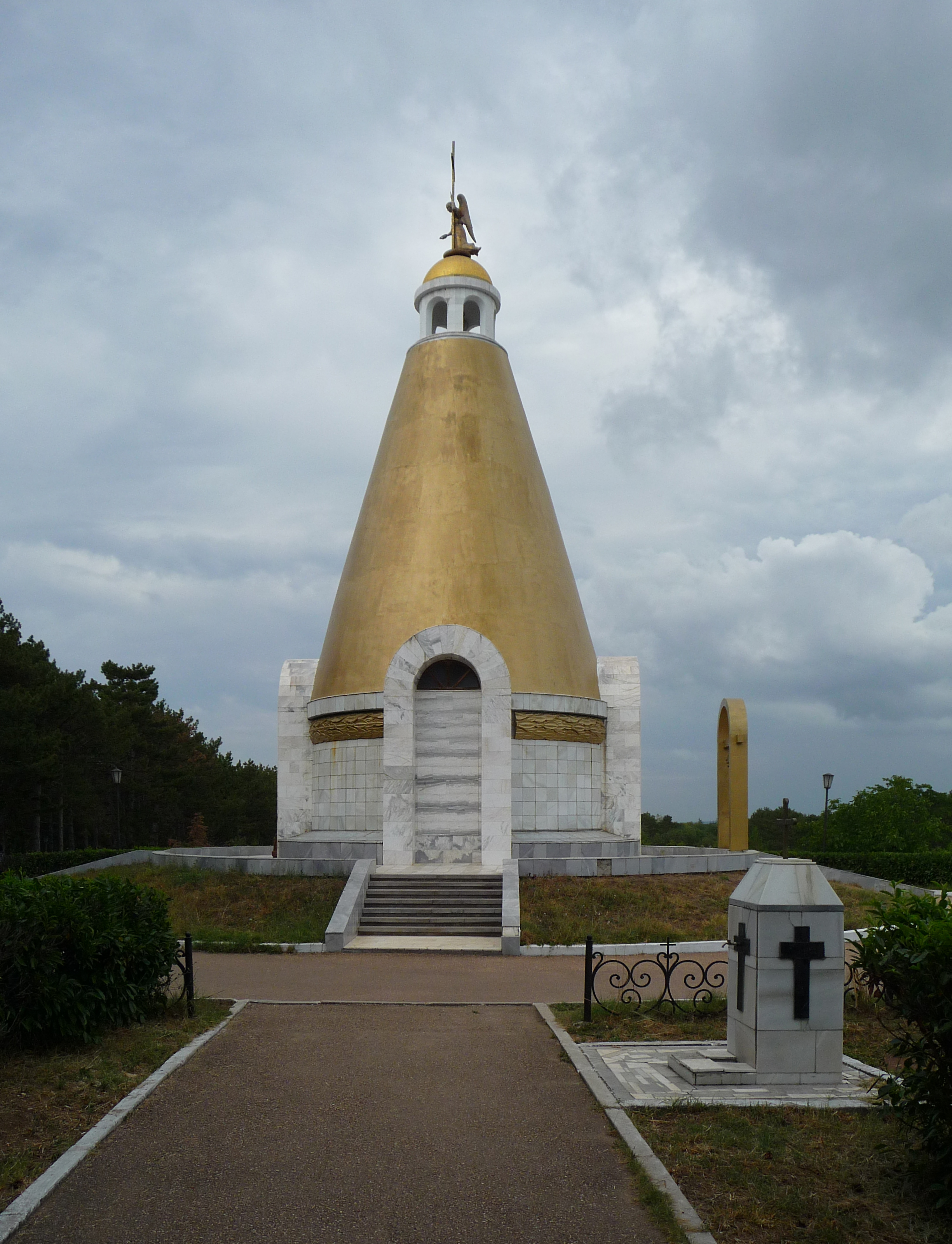
El memorial de la Muntanya Sapun

Els alemanys reclamaren que 90.000 soldats de l'Exèrcit Roig havien estat fets presoners, i un nombre encara major de morts. Això no obstant, aquestes xifres semblen inflades, d'acord amb el fet que segons les fonts soviètiques la guarnició soviètica que defensava Sebastòpol només sumava 106.000 homes abans de l'atac i només arribaren 3.000 homes com a reforç. A més, se sap que 25.157 persones van ser evacuades, sent la majoria soldats ferits o oficials evacuats d'acord amb les ordres de Stalin. Una estimació més raonable xifra les baixes soviètiques en 90.000 morts i 11.000 capturats.
Les pèrdues soviètiques afirmen que van sobreviure molt pocs soldats a l'atac alemany. Von Manstein afirmà que els soviètics van preferir immolar-se davant els soldats alemanys a rendir les seves posicions. Von Manstein ho atribueix al temor a la crueltat dels comissaris i al menyspreu per la vida humana d'aquesta potència asiàtica. Una altra explicació per a la resistència soviètica a rendir-se era la por que tenien al tractament que rebrien si queien presoners de la Wehrmacht.
Von Manstein xifrà les seves baixes en 24.000 homes, una afirmació que sembla baixa. Aquesta xifra exclou les pèrdues romaneses, encara que aquests van lluitar bé i dur a Sebastòpol, rendint una contribució indispensable a la victòria. També exclou les pèrdues soviètiques durant la lluita de neteja després de la captura del cap Khersones. Després de la captura de Sebastòpol, von Manstein va ser promogut a Generalfeldmarschall. Hitler i d'altres van quedar molt impressionats pel que van percebre com la seva duresa. Per als membres de la Wehmacht que van participar en la campanya de Crimea se'ls va concedir l'Escut de Crimea.
Malgrat que la campanya acabà en un èxit, l'operació va costar molt més temps del que havien previst els alemanys. L'operació Blue, l'avanç del Grup d'Exèrcits Sud cap a Stalingrad i el Caucas estava tot just iniciant-se, i l'ofensiva alemanya no podia comptar amb el XI. Armee. Amb la seva absència en l'objectiu de conquerir Stalingrad, el VI. Armee del general Paulus no tindria un suport vital que, finalment, resultaria en una desfeta.
El 22 de desembre de 1942 s'instituí la Medalla de la defensa de Sebastòpol, concedida a tots aquells que van participar en els combats en defensa de la ciutat. A més, l'1 de maig de 1945, Stalin publicà la seva 20 Ordre de Comandant Suprem, ordenant que es disparessin salves en honor de les ciutats heroiques de Leningrad, Stalingrad, Sebastòpol i Odessa, rebent el títol de Ciutat heroica.